# تجربة كافنديش

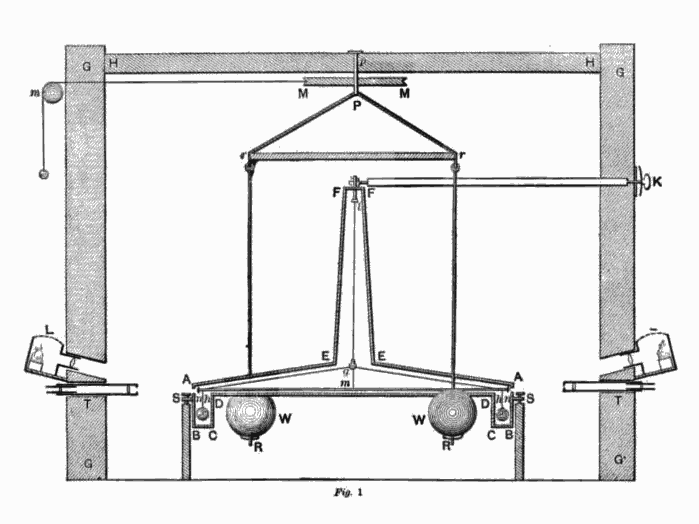
رسم مقطع عمودي لأداة توازن الالتواء من كافنديش بما في ذلك المبنى الذي وضعت فيه. علقت الكرات الكبيرة من إطار بحيث يمكن تدويرها في موضع بجوار الكرات الصغيرة بواسطة بكرة من الخارج. الشكل 1 من ورقة كافنديش.

تجربة كافنديش (بالإنجليزية: Cavendish experiment) هي تجربة أجراها العالم هنري كافنديش في عام 1798م في وسط يقل فيهِ تأثير الجاذبية الأرضية؛ ونتيجة الفارق الكبير في الكتلة بين الكرة (1) التي كتلتها بالغرامات والكرة (2) التي كتلتها بالكيلوغرامات المصنوعة من الرصاص حدث التجاذب، مع العلم ان قوتي التجاذب متعاكستين في الاتجاه، وهذا جعل المسافة بين الكرتين عند حدوث الاتزان تثبت عند مسافة معينة.
وهذا يعني أن هذا الجهاز يستخدم في قياس قوة الجاذبية (الجذب) بين جسمين.
مثل: الأرض مع الشمس أو الأرض مع القمر.
وأيضًا يوجد لدى الكثير من الأجسام هذه القوى ولكن لا نشعر بها لأن كتلتها صغيرة جدًا ولذا تختلف قيمة الجذب من جسم إلى آخر.
مثل: قلم وقلم آخر.
لديهم قوى جذب فهم ينجذبون إلى بعضهم ولكن بقوة بسيطة وقليلة نسبيًا.
جميع الأجسام لها قوة جذب فلا يخلو جسم من هذه القوى.

## التجربة
قانون نيوتن لقوة الجذب أحد القوانين الشهيرة المستخدمة بكثرة في العلوم الفلكية. ورغم بساطته، فإنه يمثل قاعدة الحسابات الفلكية الخاصة بتحديد أوزان الكواكب.
وهذا القانون ينص على أن قوة الجذب بين جسمين تتناسب طردياً مع وزنيهما وتتناسب عكسياً مع مربع المسافة بين مركزيهما. فكلما زادت الكتلة زادت قوة الجذب، وكلما زادت المسافة، قلت قوة الجذب، ولنبدأ بتحديد وزن كوكب الأرض طبقاً لهذا القانون، فلأننا نعرف نصف قطر الأرض يمكن أن نستخدم القانون الأرضي للجاذبية لحساب وزن الأرض بعلاقة قوة الجاذبية لجسم معين (وزنه) على سطح الأرض باستخدام نصف قطر الأرض كمسافة بينهما. ونحتاج هنا أيضا إلى قيمة ثابتة تناسب قانون الجاذبية الكوني (يرمز له بالحرف ج). هذه القيمة قد حددت علمياً بواسطة هنري كافنديش في القرن الثامن عشر وذلك بقياس القوة الأفقية بين كرات معدنية وزن كل منهما واحد كيلوجرام والمسافة بينهما واحد متر وكانت النتيجة هي القوة المتناهية في الصغر G=6.67.10ˉ¹¹ N.m² /kg² نيوتن، وقد حدد كافنديش هذا الثابت بقياسات دقيقة في التجربة التي تسمى «تجربة وزن الأرض". وبمعرفة وزن الأرض ونصف قطرها، والمسافة بين الأرض والشمس يمكن حساب وزن الشمس وذلك باستخدام نفس قانون الجاذبية السابق بين الكتل الكبيرة، والذي يحدد قوة الجذب بين الأرض والشمس بأنها تساوي وزن الأرض مضروباً في «ج» مضروباً في وزن الشمس مقسوماً على مربع المسافة بينهما وهذه القوة هي نفسها القوة الطاردة المركزية التي تجبر الأرض على دورانها في فلكها شبه المستدير حول الشمس والتي تساوي وزن الأرض مضروباً في مربع سرعتها مقسوماً على المسافة بينها وبين الشمس.
وبتحديد المسافة بين الأرض والشمس بالقياسات الفلكية، يمكن قياس سرعة دوران الأرض حول الشمس ومنها يمكن تحديد كتلة الشمس وبتحديد كتلة الشمس يمكن تحديد كتلة أي كوكب في المجموعة الشمسية. إن الأمر يبدو معقدا بعض الشيء، ولكن ترتيب الحسابات فيه مسألة أساسية. أولا نحدد نصف قطر الأرض، ثانيا نحدد قيمة «ج» ثالثاً نحسب المسافة بين الأرض والشمس ثم نحسب سرعة دوران الأرض، وبعد ذلك نحسب كتلة الشمس ثم نحسب كتلة أي كوكب بعد ذلك. الفيزيائي جورجي وقانون نيوتن
ربما يتساءل البعض عن تطبيق قانون نيوتن لقوى الجذب بين الكتل، وعلاقته بحياتنا اليومية، فجسمنا نفسه معرض لتلك القوى المختلفة، ولكن تأثير هذا القانون يظهر فقط في الكتل الضخمة مثل الكواكب والنجوم والشموس، ولكن في الأجسام على سطح الأرض تأثيره معدوم.
عند حساب كتلة كوكب باستخدام قانون الجاذبية، لابد من الأخذ في الاعتبار قوى الجذب الأخرى المؤثرة عليه من الكواكب الأخرى، فإذا كان للكوكب قمر يدور حوله، فإن الأمر يكون يسيراً بعض الشيء لأنه بمتابعة القمر التابع للكوكب نستطيع تحديد وزنه طبقاً لقانون نيوتن. أما إذا لم يكن للكوكب قمر تابع له، فإن الأمر يكون أكثر تعقيداً. فمثلاً كوكب عطارد والزهرة ليس لهما أقمار تابعة لهما، ويؤثران على بعضهما البعض، فإن معدلاتهما الرياضية تكون أكثر صعوبة، أما النجوم البعيدة والتي لا نعلم عنها الكثير، تكون أوزانها تقديرية إلى حد كبير.
لأكثر من ثلاثة قرون حاول العلماء تقديم إجابة عن هذا السؤال، أي من الوقت التي وضع فيه نيوتن قوانينه الخاصة بالجاذبية... لكننا لم نصل إلى الإجابة بدقة إلا أخيراَ.
المعلومات التي أعلنها فريق من العلماء الأمريكيين من إميريسان Pهيسيسال صوسييتي تشير أن أوزان الكرة الأرضية هو 5972 مليار مليار طن، أي اقل بعشرة مليار مليار طن عما كان العلماء قد حسبوه مسبقاً.
ثابت الجاذبية: ينص قانون الجاذبية الكوني على أن جسمين يتجاذبان بقوة تساوي حاصل ضرب كتلتي الجسمين مقسوماً على مربع المسافة بينهما والناتج مضروباً في ثابت الجاذبية الكوني (الذي يرمز له بالحرف G) لمعرفة وزن كوكب معين، علينا إذاً معرفة قيمة ثابت الجاذبية.... أول من حاول الوصول إلى G هنري كافنديش حينري Cاڢينديسه في العام 1798 إلا أن النتيجة التي توصل إليها كانت تقريبية بمقدار 1%.... للوصول إلى قيمة ثابت الجاذبية بدقة قام فريق من العلماء من الولايات المتحدة بقياس قوى متناهية في الصغر تساوي ما وزنه يصل إلى ذلك المساوي لوزن البكيتريا..... القيمة الجديدة للثابت ستساعدنا على الحصول على معلومات جديدة عن الكون وبداياته وتساعد على الوصول إلى النظرية التي ستوحد كل فروع الفيزياء.
لتطبيق قانون الجاذبية العام لنيوتن يجب معرفة ثابت الجاذبية G من قانون نيوتن، وكان أول من عين هذا الثابت «هنري كانفيدش» عام 1798 م مستخدماً جهاز يسمى ميزان كانفيدش ويمثل الشكل المقابل أحد أشكال هذا الجهاز ويتألف الجهاز مما يلي:
كرتان صغيرتان من البلاتين كتلة كل واحدة منهما m=50g البعد بين مركزيهما m20 ملحمتان بساق خفيف معلق من منتصفه بواسطة خيط رفيع ('OO) من الفضة.
كرتان كبيرتان من الرصاص كتلة كل منهما M=30 kg مثبتان في ساق يمكنه الدوران حول محور الارتكاز.
مرآة صغيرة محمولة على خيط تسمح بعكس أي شعاع ضوئي يسقط عليها.
كيف يعمل الجهاز؟
عند تقريب الكرتين الكبيرتين من الكرتين الصغيرتين على مسافة d)) من بعضهما تحدث قوة تجاذب بين كل كرة صغيرة والكرة الأخرى الكبيرة التي بجوارها مما يجعل خيط الفضة يفتل بزاوية (Ө) وبالتالي فإن الشعاع الضوئي الساقط على المرآة ينحرف ويمكن تعيين هذا الانحراف بواسطة مسطرة مدرجة.
معرفة مقدار الانحراف نستطيع تحديد زاوية الفتل (Ө) زمن ثم نعين قوة التجاذب F (لاحظ ان عزم الفتل =F.1ӨM=c.)
مع:cهي ثابت فتل خيط الفضة (و يمكن تعيينها سلفا)
وبتطبيق قانون الجذب العام نستنتج قيمة الثابت G
و قد بين كافنديش ان هذه القيمة هي في حدود
G=6.67.10ˉ¹¹ N.m² /kg²